# Труман (Минесота)
Труман (енгл. Truman) град је у америчкој савезној држави Минесота.

## Демографија
По попису из 2010. године број становника је 1.115, што је 144 (-11,4%) становника мање него 2000. године.
| Група             | 2000.         | 2010.         |
| Белци             | 1.242 (98,6%) | 1.073 (96,2%) |
| Афроамериканци    | 2 (0,2%)      | 2 (0,2%)      |
| Азијати           | 1 (0,1%)      | 7 (0,6%)      |
| Хиспаноамериканци | 7 (0,6%)      | 27 (2,4%)     |
| Укупно            | 1.259         | 1.115         |